# 세나테크놀로지
세나테크놀로지(영어: SENA Technologies, Inc.)는 대한민국의 무선 통신기기 기업이다. 모터사이클용 커뮤니케이션 시장 점유율 1위를 차지하고 있다.

## 역사
- 1998년 설립
- 2010년 모터사이클용 무선 통신기기 출시
- 2021년 카카오게임즈 자회사 편입
- 2024년 케이스톤파트너스 지분 인수
- 2025년 주관사를 KB증권과 신한투자증권으로 코스닥 상장 신청[6]